# Vic Firth

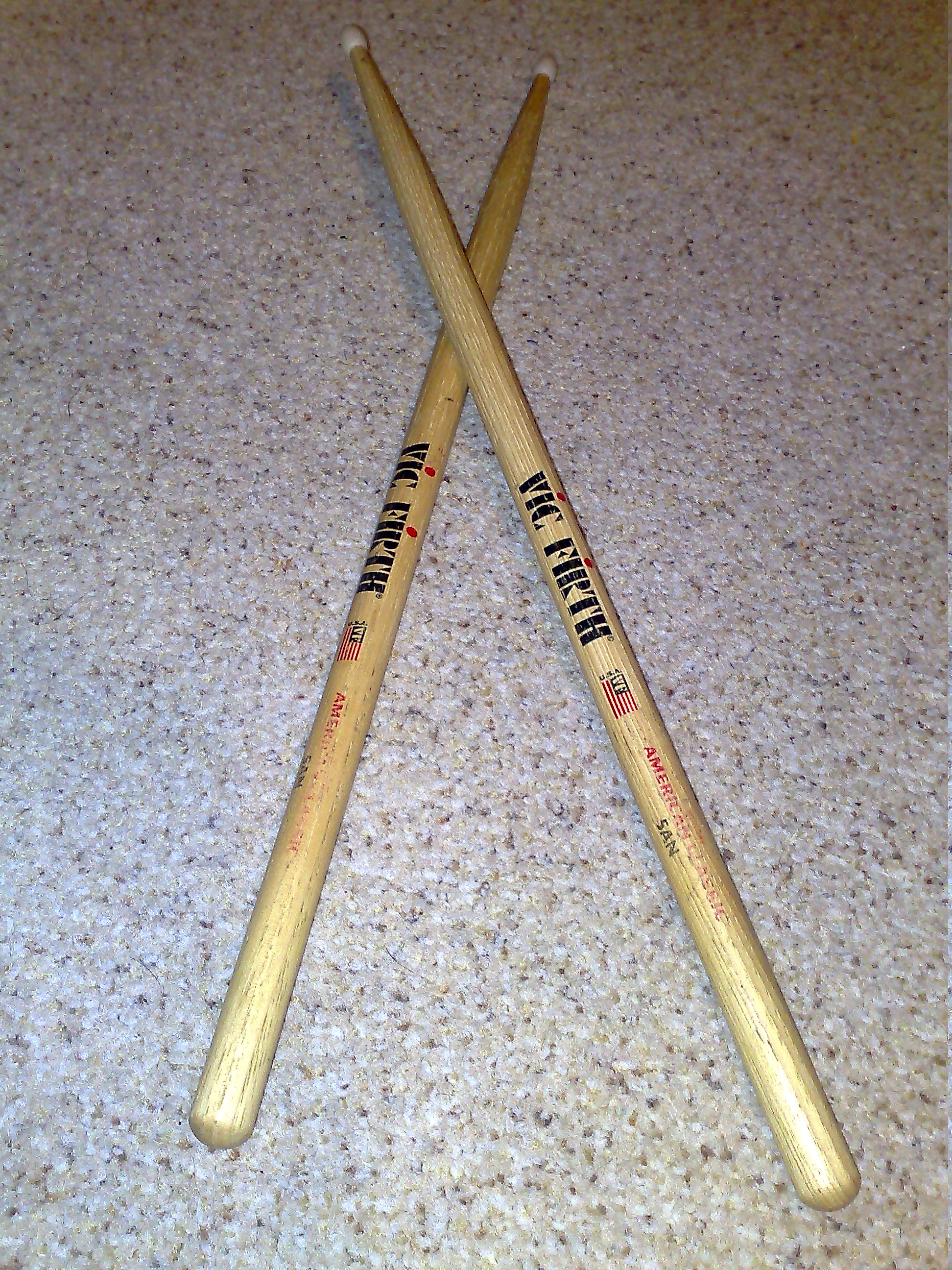
Vic Firth drumsticks

La Vic Firth è una azienda di bacchette per batteria ma anche per altri strumenti a percussione. Prende nome dal suo fondatore Everett "Vic" Firth, timpanista alla Boston Symphony Orchestra. L'azienda produce bacchette per batteria di tutti i tipi (7A, 5A, 5B, 2B e "Rock"), ma è anche conosciuta per la sua produzione di "mallet" (per timpani, marimba, xilofono, strumenti a percussione da orchestra etc.). Produce, inoltre, anche sordine.

## Endorser con battenti signature

### Bacchette
- minimo 0.370" = XS
- minimo 0.512" = S
- minimo 0.550" = M
- minimo 0.595" = L
- minimo 0.620" = XL
- minimo 0.670" = XXL

Batteria
- Carmine Appice (SCA) (L)
- Kenny Aronoff (PP) (L)
- Carter Beauford (SBEA) (L)
- Charlie Benante (SBEN) (XL)
- Gregg Bissonette (SGB) (XL)
- Cindy Blackman (SCB) (M)
- Terry Bozzio (STB1) (M)
- Matt Cameron (SMC) (M)
- Danny Carey (SDC,SDCN) (XL, XL)
- Billy Cobham (SBC) (L)
- Jack DeJohnette (SJD, SJDN) (M, M)
- John Dolmayan (SDOL) (M)
- Peter Erskine (SPE, SPE2, SPE3) (S, M, M)
- Steve Gadd (SSG, SSGN) (M, M)
- David Garibaldi (JM) (M)
- Alex González (SAG) (L)
- Tomas Haake (SHAA) (XL)
- Omar Hakim (SOH) (M)
- Joey Heredia (SJH) (M)
- Gerald Heyward (SGH) (M)
- Tommy Igoe (STI) (M)
- Akira Jimbo (SAJ) (M)
- Steve Jordan (SJOR) (S)
- Abe Laboriel Jr. (SAL) (XL)
- Thomas Lang (STL) (XL)
- Paul Leim (SPL) (S)
- Harvey Mason (SHM) (L)
- Jojo Mayer (SJM) (M)
- Nicko McBrain (SNM) (L)
- Russ Miller (SMIL) (S)
- Stanton Moore (SSM) (M)
- Rod Morgenstein (SRM) (L)
- Vinnie Paul (SVP) (XL)
- Joe Porcaro (JPH5A) (M)
- Marky Ramone (SMR) (M)
- Buddy Rich (SBR, SBRN) (M, M)
- Tony Royster Jr. (STR) (S)
- Christoph Schneider (SCS) (XL)
- Steve Smith (SSS) (M)
- Aaron Spears (SAS) (M)
- Mike Terrana (SMT) (M)
- ?uestlove (SAT) (S)
- Charlie Watts (SCW) (M)
- Dave Weckl (SDW, SDWN, SDW2, SDW2N) (M, M, M, M)
- Lenny White (SLW) (M)
- Steve White (SSW) (M)
- Zoro (SZ) (M)
- Martino Malacrida
- Gavin Harrison

Bande
- Tom Angust (STA, STA2) (XXL, XXL)
- Tom Float (STF) (XXL)
- Murray Gusseck (SMG) (XXL)
- Thom Hannum (STH, STH3) (XXL, XXL)
- Ralph Hardimon (SRH, SRHN, SRH2, SRH2CO, SRHI, SRHJR) (XXL, XXL, XXL, XXL, XXL, XL)
- Lee Beddis (SLB) (XXL)
- Colin McNutt (SCM) (XXL)
- Jeff Queen (SJQ) (XXL)
- Johnny Lee Lane (SJLL) (XXL)

Orchestra
- Tim Genis (STG, STG2) (XL, XL)
- Ted Atkatz (SATK) (XL)
- Ney Rosauro (SNR) (L)
- Tom Gauger (TG15, TG25) (XL)

Timbales
- Alex Acuña (SAA, SAAC, SAA2) (XS, XS, XS)
- Paulinho DaCosta (SPD) (XS)

### Mallets
Marimba/Vibrafono
- Gary Burton (M25)
- Terry Gibbs (M31, M32, M33)
- Stefon Harris (M36)
- Gifford Howarth (M160, M161, M162, M163, M164)
- Andrew Markworth (M230, M231, M232, M233, M234, M235)
- Victor Mendoza (M23)
- Ney Rosauro (M221, M222, M223, M224, M225, M226, M227, M228, M229)
- Ed Saindon (M38)
- Robert van Sice (M111, M112, M113, M114, M115, M116)

Timpani/Grancassa
- Tom Gauger (TG01, TG02, TG03, TG04, TG05, TG06, TG07, TG08, TG21, TG26)
- Tim Genis (GEN1, GEN2, GEN3, GEN4, GEN5, GEN6, GEN7, GEN8)

Surdo
- Airto Moreira (Brazilian Street Beat 1, Brazilian Street Beat 2)

### Spazzole
- Steve Gadd (SGWB)
- Russ Miller (RMWB)

### Rods
- Steve Smith (TW11, TW12)